# Eisenbahnunfall von Heilbronn
Beim Eisenbahnunfall von Heilbronn entgleiste der Nachtschnellzug D 890 von Stuttgart Hauptbahnhof nach Hamburg-Altona am 12. August 1984 im Bahnhofsteil Heilbronn-Klingenberg infolge überhöhter Geschwindigkeit. Drei Menschen starben, 57 wurden teils schwer verletzt.

## Ausgangslage
D 890 von Stuttgart nach Hamburg war ein reiner Schlaf- und Liegewagen-Zug mit Kurswagen von Lindau und nach Kiel, Westerland und Bremerhaven. Der Zug bestand aus der Lok 110 109 und neun Wagen. Er war am Sonntag, den 12. August 1984 mit rund 200 Reisenden durchschnittlich ausgelastet. Der Triebfahrzeugführer war 60 Jahre alt, seine Pensionierung stand für den Herbst 1984 an. Er galt als erfahren, und seine letzte Untersuchung im Dezember 1983 hatte keine Beanstandungen ergeben. Die erforderliche Streckenkenntnis hatte er 1975 erworben und die Strecke zuletzt eine Woche vorher mit demselben Zug befahren, den er von Stuttgart über Heilbronn bis Heidelberg hätte führen sollen. Er hatte das Verzeichnis der Langsamfahrstellen bei sich und hieraus vor der Abfahrt in Stuttgart für seine bessere Übersicht Auszüge des Abschnitts Bietigheim-Bissingen–Heidelberg auf einem „Spickzettel“ notiert.
Zwischen dem Bahnhof Lauffen (Neckar) und dem Bahnhofsteil Heilbronn-Klingenberg war an diesem und dem darauf folgenden Wochenende im Regelgleis der zweigleisigen Strecke eine Nachtbaustelle eingerichtet, die im Verzeichnis der Langsamfahrstellen aufgeführt war. Züge in Richtung Heilbronn mussten daher in diesem rund acht Kilometer langen Abschnitt das Gegengleis befahren. Da kein Gleiswechselbetrieb eingerichtet war, musste die Zugfahrt mit schriftlichen Fahrbefehlen zugelassen werden, die der Fahrdienstleiter in Lauffen den Triebfahrzeugführern übergab. Dafür mussten die Züge außerplanmäßig in Lauffen halten. Im Bahnhof Lauffen erhielt der Triebfahrzeugführer des D 890 den schriftlichen Fahrbefehl B, der die Vorbeifahrt am Halt zeigenden Ausfahrsignal „N1“ des Lauffener Bahnhofs gestattete, die Fahrt auf dem Gegengleis von Lauffen bis Heilbronn-Klingenberg ankündigte und die Anweisung enthielt, dass der Zug ohne Hauptsignal mit 40 km/h in den Bahnhofsteil Heilbronn-Klingenberg einzufahren habe. Ferner erhielt er einen Befehl C für die Fahrt mit 40 km/h auf einem Abschnitt kurz hinter Lauffen wegen der verkürzten Einschaltstrecke eines Bahnübergangs.

## Unfallhergang

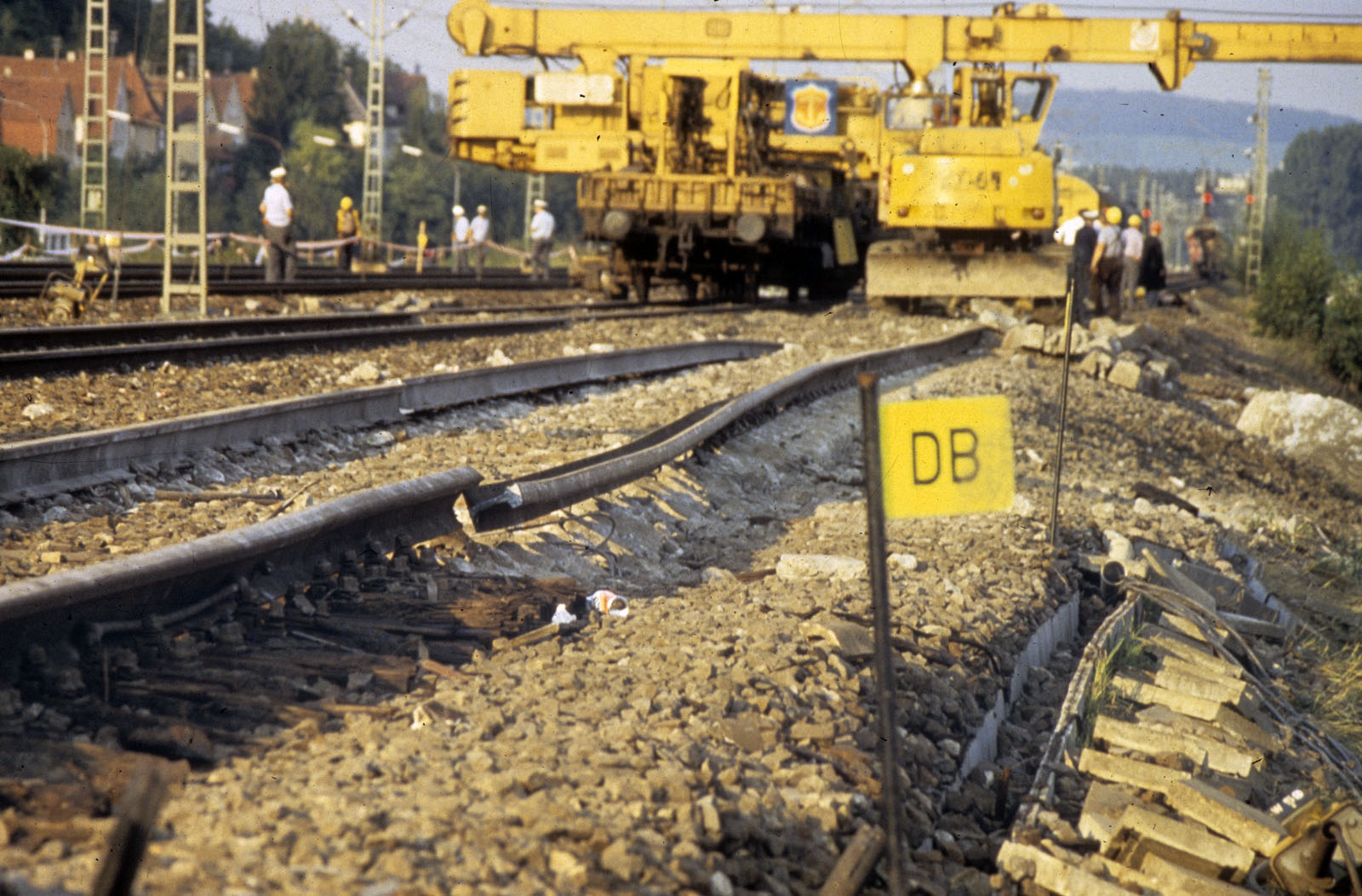
Aufgebogenes Gleis an der Unfallstelle

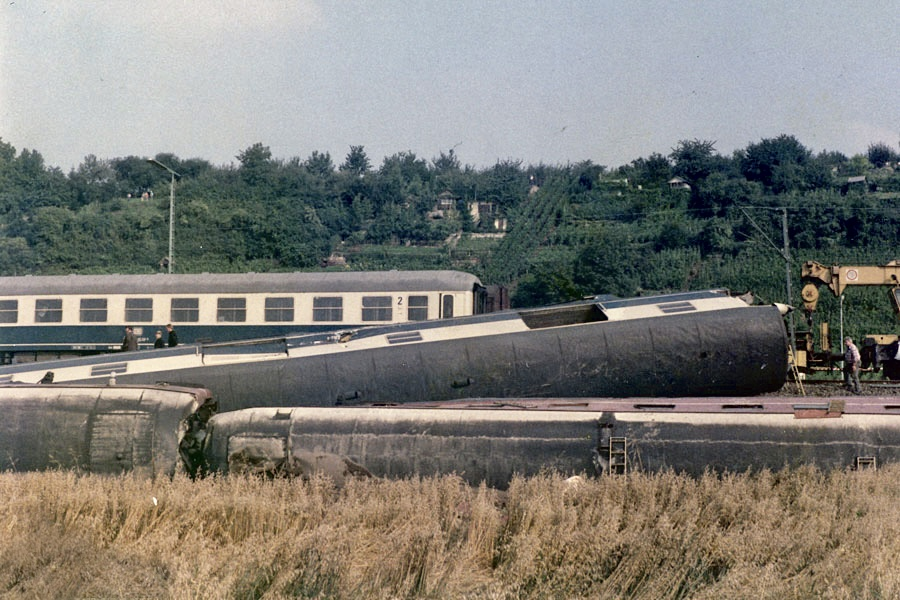
Unfallstelle am Folgetag mit den Wagen 2, 3 und 4 im Vordergrund

Der Zug verließ den Bahnhof Lauffen mit zwei Minuten Verspätung und der zunächst vorgeschriebenen Geschwindigkeit von 40 km/h. Später beschleunigte der Triebfahrzeugführer auf 60–80 km/h und passierte mit dieser Geschwindigkeit die Baustelle, in der sogar 100 km/h zulässig gewesen wären. Erst nach einigen Kilometern beschleunigte er den Zug weiter auf 95 km/h und behielt diese Geschwindigkeit bis Klingenberg bei.
Am Vorsignal Va, das rechts neben dem Gleis der gewöhnlichen Fahrtrichtung angebracht ist, hätte der Triebfahrzeugführer mit der Bremsung auf 40 km/h beginnen müssen, was er jedoch nicht tat.
Um 21:31 Uhr erreichte D 890, noch ca. 600 Meter von der auf das rechte Gleis zurückführenden Weiche 58 entfernt, das ebenfalls am Regelgleis stehende Einfahrsignal A von Heilbronn-Klingenberg, auf dessen Höhe er entsprechend dem schriftlichen Fahrbefehl bereits nur noch 40 km/h hätte fahren dürfen. Stattdessen beschleunigte der Triebfahrzeugführer den Zug auf 110 km/h. Etwas später, rund 200 Meter vor der Weichenverbindung, leitete er doch noch eine Schnellbremsung ein, mit der er jedoch nicht mehr verhindern konnte, dass der Zug mit 103 km/h in diese einfuhr. Die Fliehkraft drückte die Wagen an dieser Weiche, deren Radius 300 Meter betrug, so stark nach links, dass die rechten Räder abhoben. Dadurch drückten die Federn die Wagen nach rechts zurück, während gleichzeitig die Fliehkraft an der zweiten Weiche (Radius: 500 Meter) in dieselbe Richtung wirkte, so dass alle neun Wagen entgleisten. Die Lok blieb auf den Gleisen, ihre Kupplung riss, und sie kam 200 Meter weiter zum Halten. Die ersten vier Wagen kippten um, wobei der erste und der vierte Wagen teilweise und der zweite und der dritte Wagen vollständig die fünf Meter hohe Böschung hinunter stürzten. Die beiden folgenden Wagen kippten auf die Gleise und kamen oberhalb der ersten Wagen zum Liegen.
Die Fliehkräfte des Zuges bogen das rechte Gleis auf mehreren Metern nach außen. Ein Wagen riss einen Oberleitungsmasten aus seinem Fundament. Unmittelbar nach dem Unfall meldete der Triebfahrzeugführer über Zugfunk: „Ich habe etwas verpasst, ich bin mit 120 ’rüber, wo ich hätte 40 fahren sollen.“ und fügte hinzu: „Ich bin schuld, ich bin schuld.“
|                         |
| Skizze der Unfallstelle |

## Rettungsmaßnahmen und Folgen

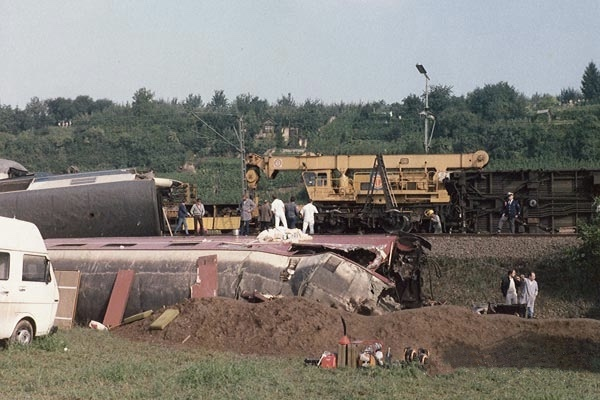
Unfallstelle am Folgetag mit Wagen 2 im Vordergrund

Der Unfall führte zu einem Großeinsatz aller Rettungskräfte; im Einsatz waren unter anderem 150 Polizisten und 60 Mitarbeiter der Heilbronner Berufsfeuerwehr, des Deutschen Roten Kreuzes und des Technischen Hilfswerks.
Durch den Unfall starben im zweiten Wagen zwei Personen und im dritten Wagen eine Person. Eines der Opfer war der baden-württembergische Landtagsabgeordnete Josef Wilhelm Hauser. 57 teilweise Schwerverletzte wurden teils ambulant, teils in den umliegenden Krankenhäusern in Heilbronn, Brackenheim, Bietigheim und Marbach versorgt. An der DB wurde wegen des unzureichenden Notfallmanagements Kritik laut, da die 150 unverletzten Reisenden bis zu ihrer Weiterreise ohne weitere Betreuung im Heilbronner Hauptbahnhof ausharren mussten.
Der Sachschaden betrug 4,5 Mio. DM. Die Strecke war nach drei Tagen wieder in vollem Umfang befahrbar, nachdem die Schäden am Gleiskörper und an der Oberleitung behoben worden waren.

## Aufarbeitung
Der Triebfahrzeugführer stand während des Unfalls nicht unter Alkoholeinfluss. Er stand zunächst unter Schock und verweigerte im Anschluss die Aussage. Der Fahrbefehl wurde nach dem Unfall in seinen Unterlagen sichergestellt. Der Zug und die Strecke waren vor dem Unfall in einwandfreiem Zustand, sodass ein technischer Defekt oder Sabotage als Ursache ausgeschlossen werden konnten. Die Ermittlungen konzentrierten sich daher auf eine zu hohe Geschwindigkeit infolge menschlichen Versagens durch den Triebfahrzeugführer und stützen sich insbesondere auf den Registrierstreifen der Indusi.
Die Hauptverhandlung gegen den Lokführer fand zwei Jahre später vor der ersten Strafkammer des Heilbronner Landgerichts statt. Dabei gab es sieben Nebenkläger, es traten 25 Zeugen auf, und es waren sechs Sachverständige geladen. Der Triebfahrzeugführer konnte weder schlüssig erklären, warum er die Geschwindigkeitsbeschränkung beim Gleiswechsel nicht eingehalten hatte, noch konnte dies durch das Strafverfahren anderweitig aufgeklärt werden. Möglichkeiten, die erörtert wurden, waren, dass der Triebfahrzeugführer die Zeile des Buchfahrplans, der den Bahnhof Heilbronn-Klingenberg (den er im Rahmen seiner üblichen Betriebsabläufe nicht kannte) mit Streckenkilometer 49,2 verzeichnete, mit der Lage des Einfahrsignals bei Kilometer 48,2 verwechselt haben könnte und deshalb zu schnell einfuhr. Auch könnte er sich auf seinen „Spickzettel“ verlassen haben, auf dem er nur den Standort des Zwischensignals vor dem Bahnhofsteil Personenbahnhof des Heilbronner Hauptbahnhofs bei Kilometer 50,5 eingetragen hatte. Möglicherweise hatte er dieses Signal mit dem Einfahrsignal verwechselt. Im Juli 1986 wurde er wegen fahrlässiger Tötung in Tateinheit mit 35 fahrlässigen Körperverletzungen zu acht Monaten Freiheitsstrafe verurteilt, wobei die Strafe auf zwei Jahre zur Bewährung ausgesetzt wurde. Darüber hinaus musste er ein Bußgeld in Höhe von 5000 DM an eine gemeinnützige Organisation entrichten.
Der Unfall wäre durch eine bessere Signalisierung des Gleiswechsels und eine Indusi auf dem Gegengleis vermeidbar gewesen, letztere wurde im Februar 1985 nachgerüstet. Im Jahr 2000 kam es mit dem Eisenbahnunfall von Brühl zu einem ähnlichen Unfall, bei dem ein Zug im Bereich einer Baustelle wegen schlechter Orientierung des Triebfahrzeugführers und zu hoher Geschwindigkeit entgleiste.